# Íñigo Abbad y Lasierra

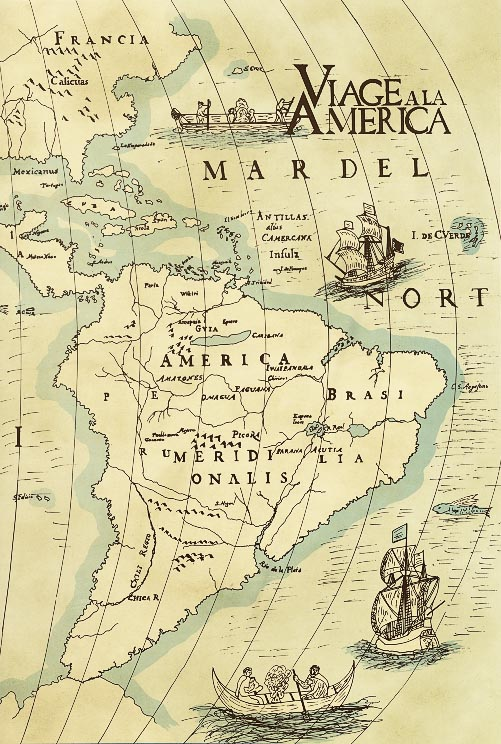
Il diario di Fray Iñigo Abbad y Lasierra: Viaje a la América (Viaggio in America)

Íñigo Abbad y Lasierra (Estadilla, 1745 – Riba-roja de Túria, 1813) è stato un monaco benedettino spagnolo e il primo storico a scrivere un ampio trattato sulla storia di Porto Rico, la sua geografia e la sua cultura.

## Biografia
Abbad giunse a Porto Rico nel 1771, all'età di 26 anni, in qualità di confessore e segretario personale del vescovo della Diocesi di Porto Rico, Manuel Jiménez Pérez. Dal 1772 al 1778, adempiendo ai suoi doveri ecclesiastici, visitò gran parte dell'isola. Ebbe inoltre l'opportunità, accompagnando il vescovo, di visitare Cumaná, Barcelona, Margarita e l'Orinoco in Venezuela e l'isola di Trinidad. Durante questi viaggi tenne un diario, intitolato Viaje a la América (Viaggio in America); il libro fu pubblicato come facsimile nel 1974, a Caracas, dal Banco Nacional de Ahorro y Préstamo (Banca Nazionale di Credito e Risparmio).